# Baraeus orientalis
Baraeus orientalis är en skalbaggsart som beskrevs av Aurivillius 1907. Baraeus orientalis ingår i släktet Baraeus och familjen långhorningar.
Artens utbredningsområde är:
- Kenya.
- Malawi.

Inga underarter finns listade.